# Vengeance (2002)
Vengeance (2002) — второе в истории шоу Vengeance, PPV-шоу производства World Wrestling Entertainment (WWE). Шоу проходило 21 июля 2002 года на «Джо Луис Арена» в Детройте, Мичиган, США.
В главном событии от SmackDown! Скала выиграл титул неоспоримого чемпиона WWE в матче тройной угрозы, в котором также участвовали Курт Энгл и защищающий титул Гробовщик. Главным событием Raw стал бой между интерконтинентальным чемпионом WWE Робом Ван Дамом и претендентом Броком Леснаром, в котором Ван Дам сохранил свой титул, победив по дисквалификации.

## Результаты
| 1H                                                             | Голдаст победил Стиви Ричардса                                                     | Одиночный матч                                             | 3:49  |
| 2                                                              | «Братья Дадли» (Бубба Рэй Дадли и Спайк Дадли) победили Криса Бенуа и Эдди Герреро | Командный матч со столами на выбывание                     | 15:01 |
| 3                                                              | Джейми Ноубл (c) (с Нидией) победил Билли Кидмана                                  | Одиночный матч за титул чемпиона WWE в первом тяжелом весе | 7:27  |
| 4                                                              | Джефф Харди (с) победил Уильяма Ригала                                             | Одиночный матч за титул Европейского чемпиона WWE          | 4:16  |
| 5                                                              | Джон Сина победил Криса Джерико                                                    | Одиночный матч                                             | 6:16  |
| 6                                                              | Роб Ван Дам победил Брока Леснар (с Полом Хейманом) по дисквалификации             | Одиночный матч за титул интерконтинентального чемпиона WWE | 9:21  |
| 7                                                              | Букер Ти победил Биг Шоу                                                           | Матч без дисквалификации                                   | 6:14  |
| 8                                                              | «Не-американцы» (Кристиан и Лэнс Шторм) победили Эджа и Халка Хогана (c)           | Командный матч за титул командных чемпионов WWE            | 9:48  |
| 9                                                              | Скала победил Гробовщика (c) и Курта Энгла                                         | Тройная угроза за титул неоспоримого чемпиона WWE          | 19:47 |
| (c) — чемпион на момент поединка H — матч на Sunday Night Heat |                                                                                    |                                                            |       |